# Saint-Étienne-de-Mer-Morte
Pour les articles homonymes, voir Saint-Étienne (homonymie).
Saint-Étienne-de-Mer-Morte est une commune de l'Ouest de la France située dans le département de la Loire-Atlantique, en région Pays de la Loire.
Ses habitants s'appellent les Stéphanois et les Stéphanoises.
Saint-Étienne-de-Mer-Morte comptait 1 650 habitants au recensement de 2014.

## Géographie

Situation de la commune de Saint-Étienne-de-Mer-Morte dans le département de la Loire-Atlantique.

### Situation
La commune fait partie de la Bretagne historique, dans le pays traditionnel du pays de Retz et dans le pays historique du Pays Nantais. La commune a aussi fait partie des Marches Communes de Bretagne-Poitou, entre pays de Retz et Vendée historique.
Saint-Étienne-de-Mer-Morte est située à 35 km au sud de Nantes et à 16 km au nord-est de Challans.
| Paulx                | La Marne                   | La Limouzinière   |
| La Garnache (Vendée) | Saint-Étienne-de-Mer-Morte | Corcoué-sur-Logne |
| Froidfond (Vendée)   |                            | Touvois           |

### Géographie physique

#### Hydrographie
- Le Falleron
- Le Tenu
- La Berganderie

### Climat
Pour des articles plus généraux, voir Climat des Pays de la Loire et Climat de la Loire-Atlantique.
En 2010, le climat de la commune est de type climat océanique franc, selon une étude du CNRS s'appuyant sur une série de données couvrant la période 1971-2000. En 2020, Météo-France publie une typologie des climats de la France métropolitaine dans laquelle la commune est exposée à un climat océanique et est dans la région climatique  Bretagne orientale et méridionale, Pays nantais, Vendée, caractérisée par une faible pluviométrie en été et une bonne insolation. 
Pour la période 1971-2000, la température annuelle moyenne est de 12,2 °C, avec une amplitude thermique annuelle de 13,3 °C. Le cumul annuel moyen de précipitations est de 845 mm, avec 13 jours de précipitations en janvier et 6,7 jours en juillet. Pour la période 1991-2020, la température moyenne annuelle observée sur la station météorologique de Météo-France la plus proche, « Saint-Même-le-Tenu », sur la commune de Machecoul-Saint-Même à 9 km à vol d'oiseau, est de 12,7 °C et le cumul annuel moyen de précipitations est de 866,4 mm,. Pour l'avenir, les paramètres climatiques de la commune estimés pour 2050 selon différents scénarios d'émission de gaz à effet de serre sont consultables sur un site dédié publié par Météo-France en novembre 2022.

## Urbanisme

### Typologie
Au 1er janvier 2024, Saint-Étienne-de-Mer-Morte est catégorisée bourg rural, selon la nouvelle grille communale de densité à sept niveaux définie par l'Insee en 2022.
Elle est située hors unité urbaine et hors attraction des villes,.

### Occupation des sols
L'occupation des sols de la commune, telle qu'elle ressort de la base de données européenne d’occupation biophysique des sols Corine Land Cover (CLC), est marquée par l'importance des territoires agricoles (97,6 % en 2018), en diminution par rapport à 1990 (98,4 %). La répartition détaillée en 2018 est la suivante : 
terres arables (66,6 %), zones agricoles hétérogènes (21,3 %), prairies (9,7 %), zones urbanisées (2,3 %). L'évolution de l’occupation des sols de la commune et de ses infrastructures peut être observée sur les différentes représentations cartographiques du territoire : la carte de Cassini (XVIIIe siècle), la carte d'état-major (1820-1866) et les cartes ou photos aériennes de l'IGN pour la période actuelle (1950 à aujourd'hui).

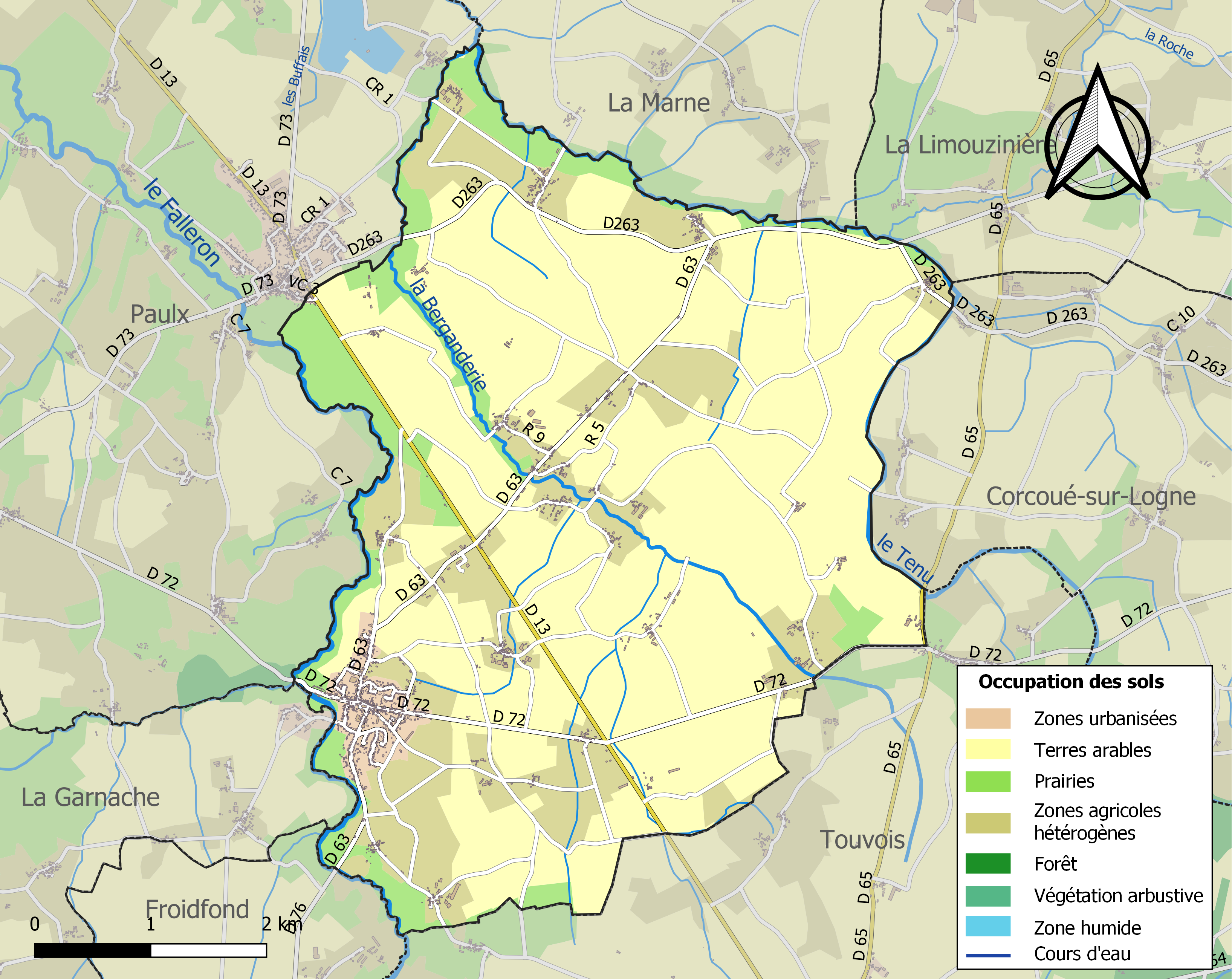
Carte des infrastructures et de l'occupation des sols de la commune en 2018 (CLC).

## Toponymie
Le nom de la localité est attesté sous la forme latine Mala Morte vers 1108-1155.
Saint-Étienne-de-Mer-Morte vient de « Saint-Étienne-de-Male-Mort ». Male-Mort est devenu Marmort, Mayrmort puis Mer-Morte
.
Le nom de Saint-Étienne-de-Mer-Morte, à l’étymologie particulièrement floue et problématique, semble être le résultat d’un florilège de déformations phonétiques, de mauvaises retranscriptions de copistes et d’erreurs d’interprétations en tout genre.
La première mention historique du village remonterait à l’an 851, au traité d’Angers, après la victoire d’Erispoë, roi de Bretagne, sur Charles II le Chauve, roi de France,.
En 1238, Malamorte est placée sous l’invocation de Saint Étienne, diacre martyr lapidé par les Juifs. En effet, le village est devenu forteresse féodale chrétienne sous le nom de Castrum Sancti Stephani de Mala Morte (1238), Castrum Santi Stephani de Malamorte (1239), Sanctus Stephanus de Mala Morte (1239). Durant les siècles suivants, la ville prend donc les noms de Saint Étienne de Malemort (1299), Parochia sancti Stephani de Mala Morte (1293), St Étienne de Malemort (1383), Saint Étienne de Mallamort (1383), Parochia sancti Stephani de Mala Morte (1396), Chatellenie de Saint Étienne de Malemort ou de Mallemort (1404), estang et chaussée de Saint Étienne de Mallemort (1415-1443).
Malamort, Malemort, prend alors une nouvelle étymologie. Le vocable, signifiant a priori « mauvaise mort », est pourtant difficile à interpréter. Il ferait référence :
- soit à la mort violente du martyr lapidé Saint Étienne[15],[16],[17],
- soit au souvenir d’une guerre ou le lieu d’une bataille sanglante,
- soit au souvenir d’une épidémie de peste (ou autre) qui aurait dépeuplé la région (et dans ce cas, le fléau serait antérieur au XIIIe siècle)[18],
- soit à un passage dangereux qui pourrait se rapporter au Falleron, rivière dont la vallée très resserrée s'étend à la limite de la commune[19],
- soit au marécage putride de l’étang qui existait jadis aux portes de la ville, et qui laissait apparaître des végétaux au pourrissement avancé[20]. C’est cette dernière supposition qui pourrait avoir fait passer Male Mort en Mare Morte : une mare aux eaux croupissantes, une étendue d’eau stagnante[21].

Mais dans tous les cas, le mot d’origine Mellomartis est déjà oublié depuis longtemps.
Le vocable Mermort naît ensuite au XVIe siècle. En réalité, Mermort ne serait au départ qu’un dérivé obscur de Malemort, déjà en usage courant depuis l'origine du nom jusqu'à la fin du XVe siècle. Ou bien il s’agirait d’une erreur de retranscription et d’approximations successives de copistes qui se seraient répandues ensuite. La forme Mermort supplante alors l’ancienne forme Malemort, et l’on trouve ainsi les variantes suivantes : Saint Étienne de Mermort (1513), Saint Étienne de Mairemort (1552), Saint Étienne de Mairemort (1553), Stephani de Mari Mortuo (1561), Saint Étienne de Mayre Mort (1561), Ecclesia sancti Stephani de Mari Mortuo (1561), Saint Étienne de Mairemort (1568), Stephani de Mari Mortuo (1616), Saint Étienne de Mermort (1649), Saint Étienne de Mairemort (1664), Saint Étienne de Meremort (1682), Saint Stephanus Maris Mortui (1689), Saint Étienne de Meremort (1689), Saint Étienne de Mairemort (1690), Saint Étienne de Mairemort (1694), Saint Étienne de Mermort (XVIIIe siècle).
Évidemment, certaines personnes ont bientôt vu dans l’appellation Mer-Morte une nouvelle étymologie conjecturale qui aurait pu correspondre aux évènements des siècles précédents : on a ainsi pu pensé que la présence à proximité du marais breton autrefois occupé par une baie qui s'est envasée au fil des siècles ait pu influencé le nom de la ville, mais rien n'est moins sûr,. D'ailleurs lorsque le préfet de Loire-Inférieure proposa en 1910 à la municipalité de rebaptiser le nom de la commune en « Saint-Étienne-en-Retz », le Conseil municipal, après en avoir délibéré, considéra qu'étant donné les profondes modifications des côtes du département en cet endroit, rien ne prouvait que le nom de Saint-Étienne-de-Mer-Morte ne fût pas justifié et décida de rejeter la proposition, d'autant plus que celle-ci aurait été contraire à la croyance populaire.
Et inévitablement, d'autres ont vu dans Mer-Morte une référence à la mer Morte de la Terre Sainte, expliquant que Mer-Morte est une de ces nombreuses appellations qui sont apparues vers le XIIe et XIIIe siècles, à l'époque des croisades ; on trouve ainsi, par exemple, Jéricho à Saint-Pierre-des-Corps (Indre-et-Loire) en référence à la ville homonyme ou Olivet (Loiret) en référence au Mont des Oliviers. Mais bien évidemment, le nom de la ville existait avant le début de la première croisade en 1096, et la forme Mer-Morte n’apparaît que 600 ans après les croisades.
Signalons que certains étymologistes ont fait du nom du lieu une corruption de Meix Morte ; le terme meix désignait en ancien français le territoire sur lequel s'installait un colon pour exploiter des terres nouvellement défrichées. Le mot dérive du latin mansus, dérivé de manere : « rester ». Mais cette explication n’a pas de valeur au vu des formes anciennes du nom de la ville.
Pour résumer, il semblerait donc bien que le suffixe du nom de la ville, fondé dès le départ sur une racine m-l-m-r-t (et certainement pas m-r-m-r-t), résulte de trois étymologies différentes, qui se sont commodément superposées les unes sur les autres, l’une après l’autre, au fil des siècles :
- Mellomartis (dont l’étymologie, Mellona + Mars, reste toutefois à prouver) ;
- Mala Morte, Malamorte, Mallamort, Malemort, Mallemort, Malemorte, Malmort ;
- Marmort, Mayrmort, Mayre Mort, Mayremort, Mairmort, Mairemort, Meremort, Mermort, Mer-Morte.

Au départ, ce n’est pas un changement de sens qui a eu lieu, c’est uniquement une évolution phonétique.
Le chrétien Sanctus Stephanus s’est ensuite ajouté au païen Mellomartis, et les deux noms ainsi associés ont finalement évolué ensemble : Mellomartis a dû être commodément transformé en Male Mort pour mieux s’associer à Saint-Étienne et, affublé d’une nouvelle signification, paraître ainsi plus chrétien...
La commune se trouve dans le domaine linguistique du poitevin, au sud de la zone de transition entre le poitevin et le gallo. Le nom local est Saint-Etienne, prononcé comme en français, mais peut s'écrire en gallo Saint-Etiene selon l'écriture ABCD ou Sint-t Étiènn selon l'écriture MOGA. 
La forme bretonne proposée par l'Office public de la langue bretonne est Sant-Stefan-Melveurzh.

## Histoire
- Au XVe siècle, le château et l'église sont l'occasion de disputes entre Gilles de Rais et son frère René de la Suze, avec en point d'orgue l'attentat de 1440.
- Jacques Gabriel Louis Le Clerc, marquis de Juigné, (1727-1807), « marquis de Montaigu », lieutenant général des armées du roi, ci-devant son ministre plénipotentiaire en Russie, gouverneur d'Arras, syndic général des Marches communes, député aux États généraux de 1789 (noblesse des Marches communes). Le marquis de Juigné fit hommage au roi le 9 août 1774 pour ses châtellenies de Vieillevigne, Saint-Étienne-de-Mer-Morte, Touvois et Grandlieu. Il émigra quand vint la Révolution française et sa terre de Vieillevigne fut vendue nationalement[31].

## Héraldique
| Blason | Blasonnement : D'or à la croix de sable chargée d'une église d'argent. Commentaires : Ce blason évoque le blasonnement du pays de Retz : d'or à la croix de sable, rappelant l'appartenance de Saint-Étienne-de-Mer-Morte au pays de Retz. L'église évoque la Pentecôte 1440, au cours de laquelle Gilles de Retz pénétra à cheval dans l'église de la ville et fit saisir l'officiant Jean le Ferron par ses gens, acte qui déclenchera sa perte. Blason conçu par la mairie (brevet du Comité Français d'Héraldique du 19 novembre 1994). |

## Jumelages
Via le canton de Machecoul :
- Ühlingen-Birkendorf en Allemagne,
- Shifnal en Angleterre.

## Cultes
Diocèse de Nantes : Paroisse de Sainte-Croix-en-Retz.

## Centre d'incendie et des secours
Le centre de Saint-Étienne fait partie du groupement de Bourgneuf-en-Retz.

## Logements pour retraités
Village de Rais.

## Population et société

### Démographie
Selon le classement établi par l'Insee, Saint-Étienne-de-Mer-Morte est une commune multipolarisée. Elle fait partie de la zone d'emploi de Nantes et du bassin de vie de Machecoul. Elle n'est intégrée dans aucune unité urbaine. Toujours selon l'Insee, en 2010, la répartition de la population sur le territoire de la commune était considérée comme « peu dense » : 81 % des habitants résidaient dans des zones « peu denses »  et 19 % dans des zones « très peu denses ».

#### Évolution démographique
Les données concernant 1793 sont perdues.
L'évolution du nombre d'habitants est connue à travers les recensements de la population effectués dans la commune depuis 1800. Pour les communes de moins de 10 000 habitants, une enquête de recensement portant sur toute la population est réalisée tous les cinq ans, les populations de référence des années intermédiaires étant quant à elles estimées par interpolation ou extrapolation. Pour la commune, le premier recensement exhaustif entrant dans le cadre du nouveau dispositif a été réalisé en 2005.

En 2022, la commune comptait 1 764 habitants, en évolution de +2,86 % par rapport à 2016 (Loire-Atlantique : +6,68 %, France hors Mayotte : +2,11 %).
| 1800 | 1806 | 1821 | 1831  | 1836 | 1841  | 1846  | 1851  | 1856  |
| ---- | ---- | ---- | ----- | ---- | ----- | ----- | ----- | ----- |
| 581  | 479  | 600  | 1 040 | 965  | 1 084 | 1 146 | 1 186 | 1 123 |

| 1861  | 1866  | 1872  | 1876  | 1881  | 1886  | 1891  | 1896  | 1901  |
| ----- | ----- | ----- | ----- | ----- | ----- | ----- | ----- | ----- |
| 1 157 | 1 197 | 1 276 | 1 345 | 1 314 | 1 353 | 1 399 | 1 438 | 1 422 |

| 1906  | 1911  | 1921  | 1926  | 1931  | 1936  | 1946  | 1954  | 1962  |
| ----- | ----- | ----- | ----- | ----- | ----- | ----- | ----- | ----- |
| 1 474 | 1 451 | 1 342 | 1 307 | 1 278 | 1 229 | 1 195 | 1 174 | 1 210 |

| 1968  | 1975  | 1982 | 1990  | 1999  | 2005  | 2006  | 2010  | 2015  |
| ----- | ----- | ---- | ----- | ----- | ----- | ----- | ----- | ----- |
| 1 169 | 1 078 | 995  | 1 041 | 1 003 | 1 192 | 1 231 | 1 483 | 1 680 |

| 2020  | 2022  | - | - | - | - | - | - | - |
| ----- | ----- | - | - | - | - | - | - | - |
| 1 724 | 1 764 | - | - | - | - | - | - | - |

#### Pyramide des âges
La population de la commune est relativement jeune.
En 2018, le taux de personnes d'un âge inférieur à 30 ans s'élève à 40,1 %, soit au-dessus de la moyenne départementale (37,3 %). À l'inverse, le taux de personnes d'âge supérieur à 60 ans est de 20,4 % la même année, alors qu'il est de 23,8 % au niveau départemental.
En 2018, la commune comptait 888 hommes pour 842 femmes, soit un taux de 51,33 % d'hommes, largement supérieur au taux départemental (48,58 %).
Les pyramides des âges de la commune et du département s'établissent comme suit.
| Hommes | Classe d’âge | Femmes |
| ------ | ------------ | ------ |
| 0,7    | 90 ou +      | 0,7    |
| 3,8    | 75-89 ans    | 6,2    |
| 15,0   | 60-74 ans    | 14,3   |
| 18,2   | 45-59 ans    | 16,4   |
| 22,0   | 30-44 ans    | 22,3   |
| 15,5   | 15-29 ans    | 14,2   |
| 24,7   | 0-14 ans     | 25,9   |

| Hommes | Classe d’âge | Femmes |
| ------ | ------------ | ------ |
| 0,6    | 90 ou +      | 1,8    |
| 6      | 75-89 ans    | 8,6    |
| 15,1   | 60-74 ans    | 16,4   |
| 19,4   | 45-59 ans    | 18,8   |
| 20,1   | 30-44 ans    | 19,3   |
| 19,2   | 15-29 ans    | 17,4   |
| 19,5   | 0-14 ans     | 17,6   |

## Lieux et monuments
- L'église actuelle date de 1885.
- Le clocher, isolé et restauré, constitue le dernier vestige de l'ancienne église romane érigée au XIIe siècle. La façade arbore une plaque en bronze commémorant le sacrilège commis par Gilles de Rais. Texte de la plaque du clocher de Saint-Étienne-de-Mer-Morte : « Gilles de Raiz, Maréchal de France, pénétra en cette église, le jour de la Pentecôte 1440, en armes, à la tête de ses routiers pendant la grand'messe. Il s'emparait de Jean le Ferron, clerc tonsuré, qu'il enfermait en sa forteresse toute proche. Jean de Malestroit, évêque de Nantes le citait à comparaître devant son official par mandement du 13 septembre. Jean V duc de Bretagne, faisait arrêter Gilles dès le lendemain. Il avouait ses crimes. Jugé, condamné, il fut mis au gibet en prairie de Biesse à Nantes le 26 octobre 1440. ». Le clocher est également orné d'une croix de pierre et d'une plaque de tuffeau, située sur le côté nord du clocher. On peut y distinguer une inscription qui reste cependant illisible.
- Le cimetière

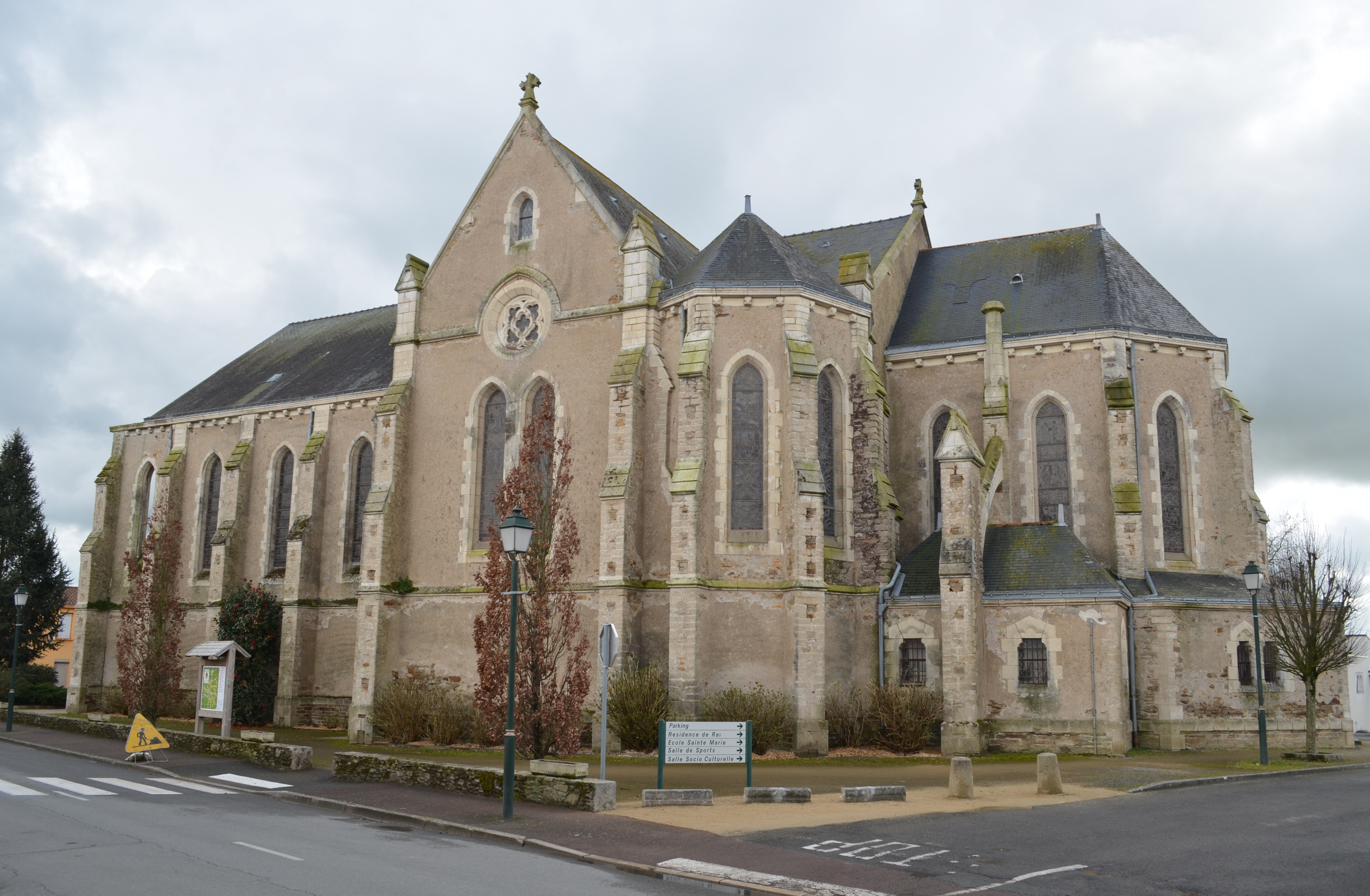
L'église
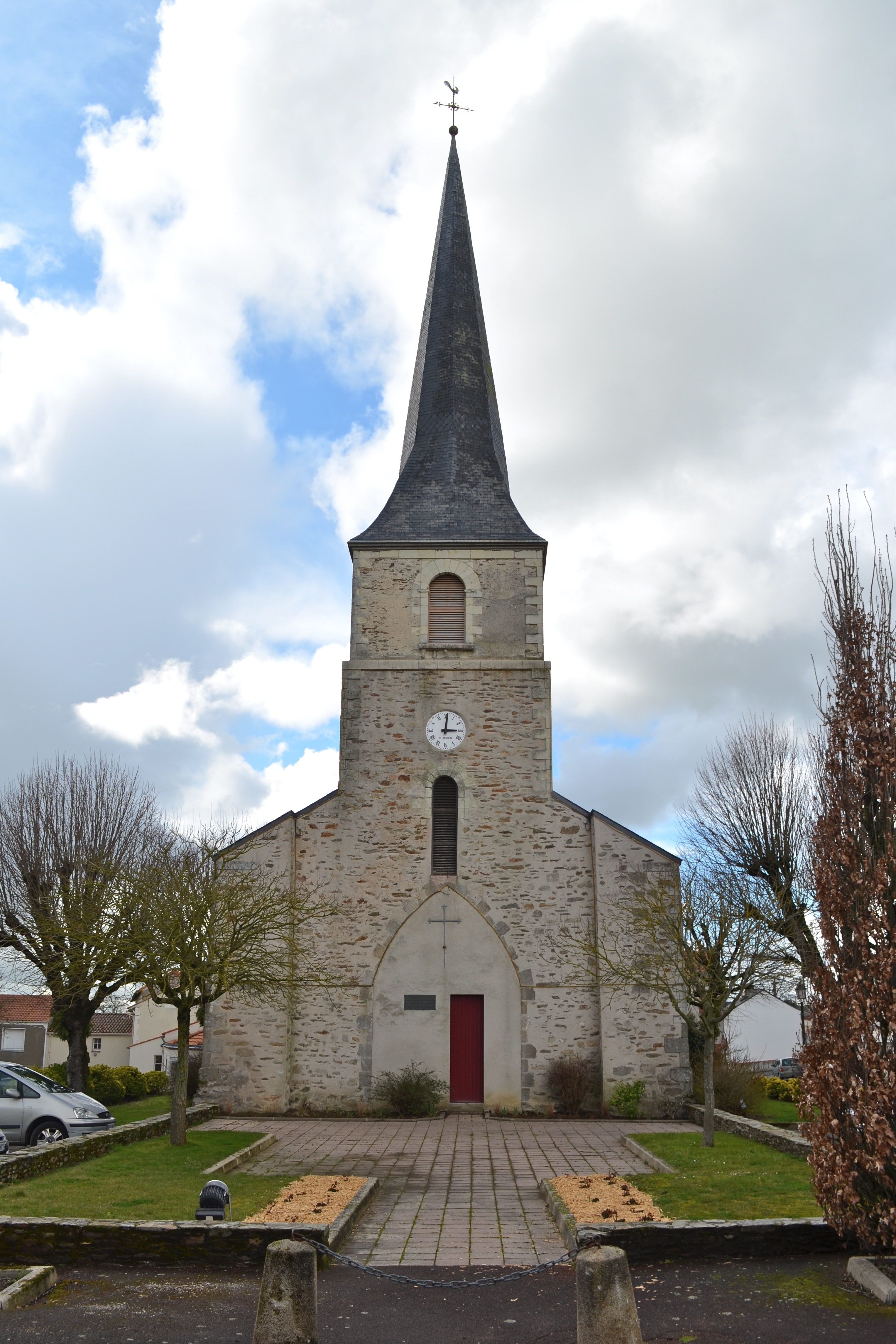
Le clocher
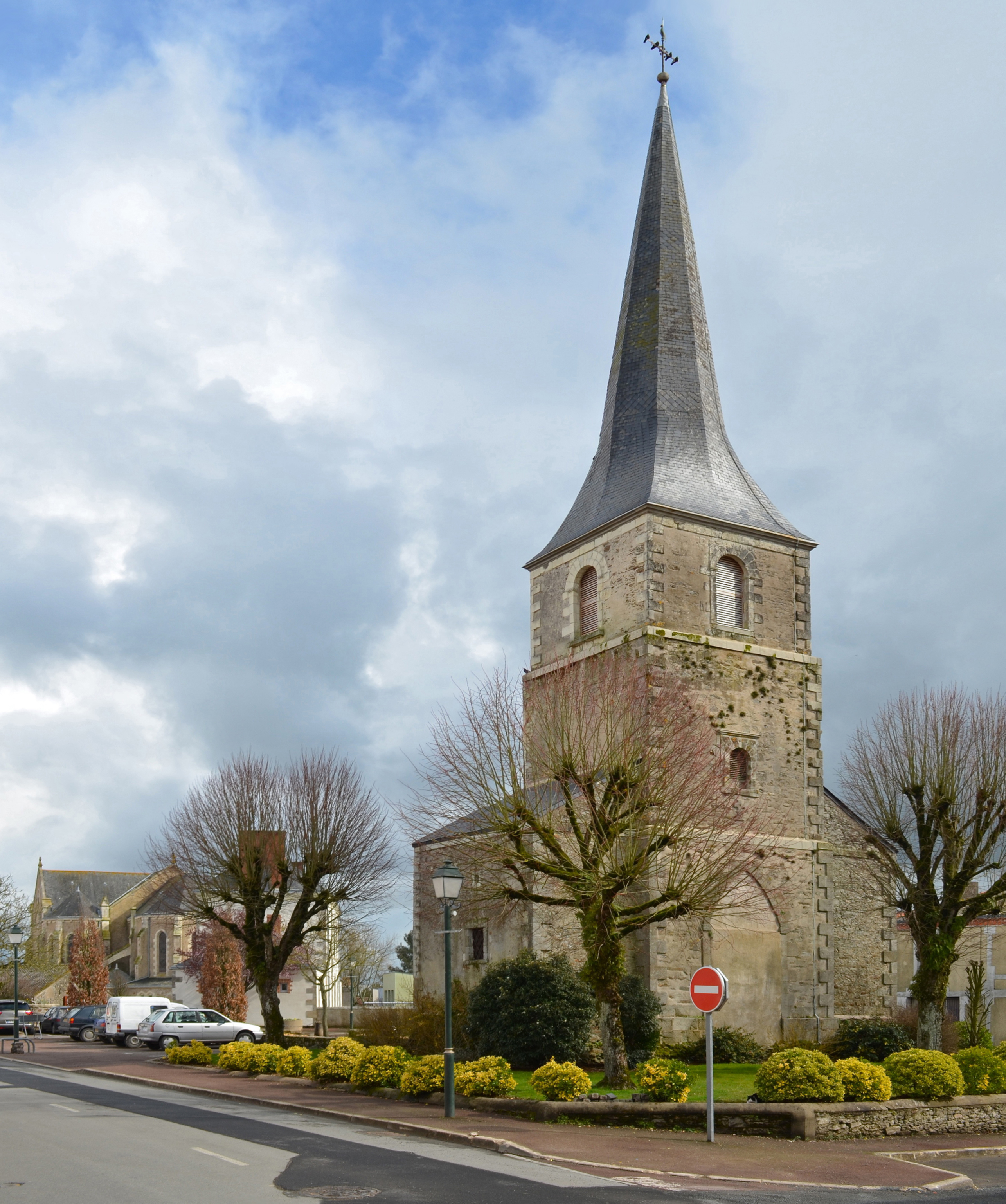
Vue du clocher isolé et de l'église en arrière-plan
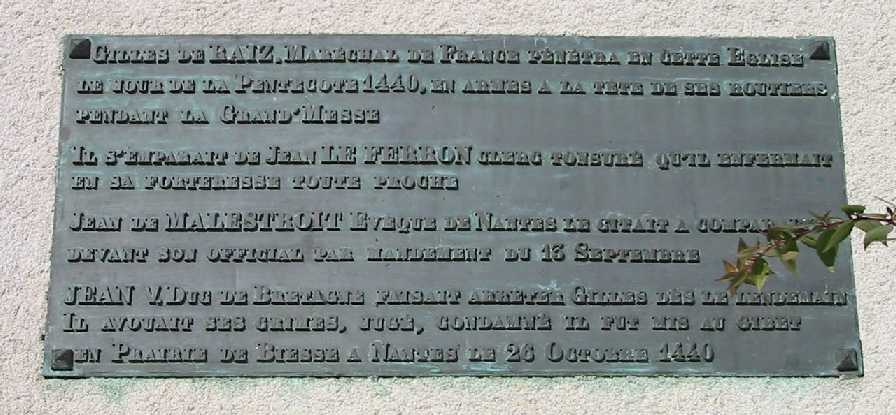
Plaque commémorant l'arrestation de Gilles de Rais.
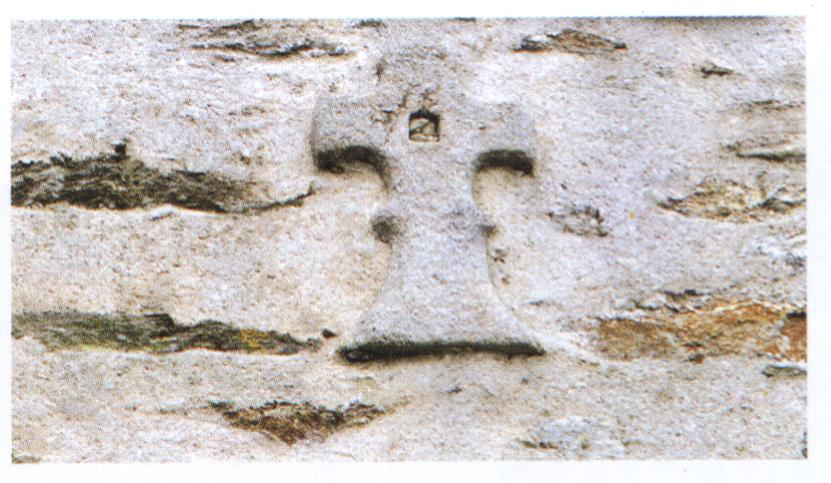
Croix de pierre.
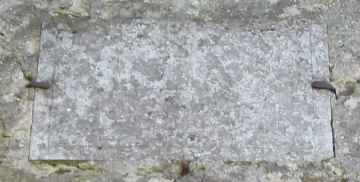
Plaque de tuffeau apposée sur le clocher.
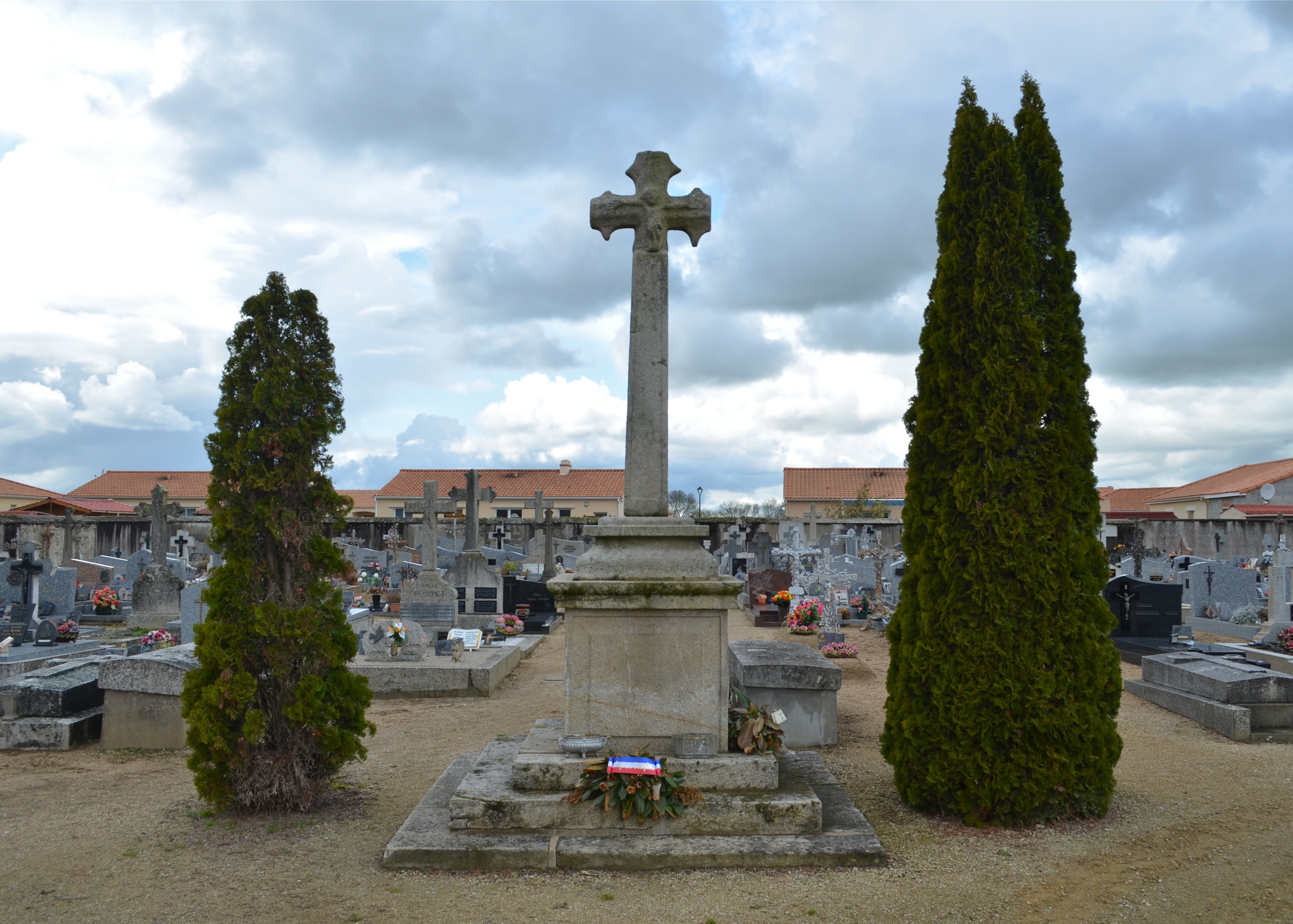
Vue d'ensemble de la croix du cimetière.

- Le château de Saint-Étienne-de-Mer-Morte, aujourd'hui disparu. Il semble n'en subsister que de rares vestiges de la tour dite « de Barbe-Bleue », actuellement surmontée d'un calvaire et abritant un bénitier et une auge en granit qui sert actuellement de jardinière sur le quai de la Tour[42].

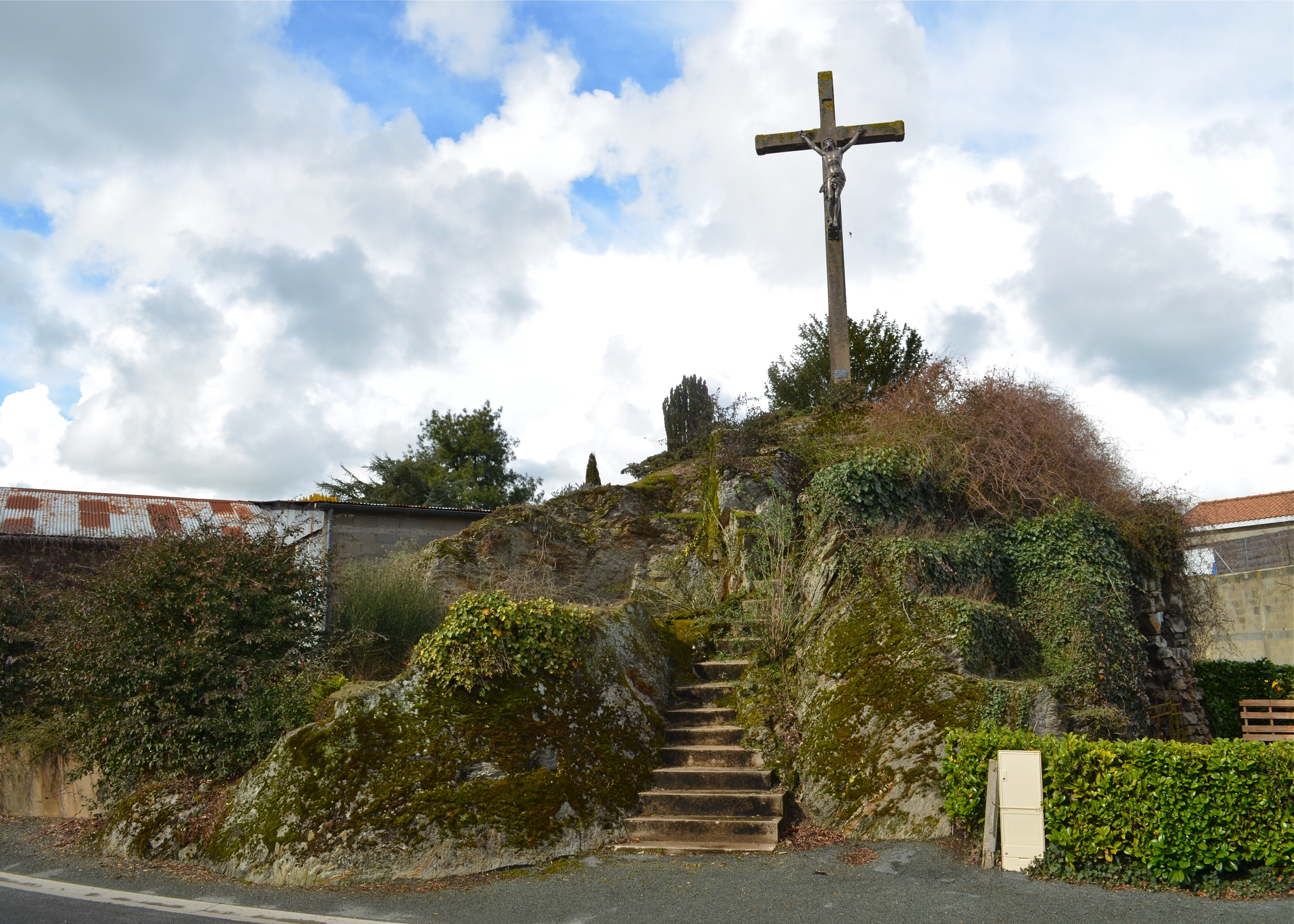
Le calvaire érigé sur les restes de la tour.
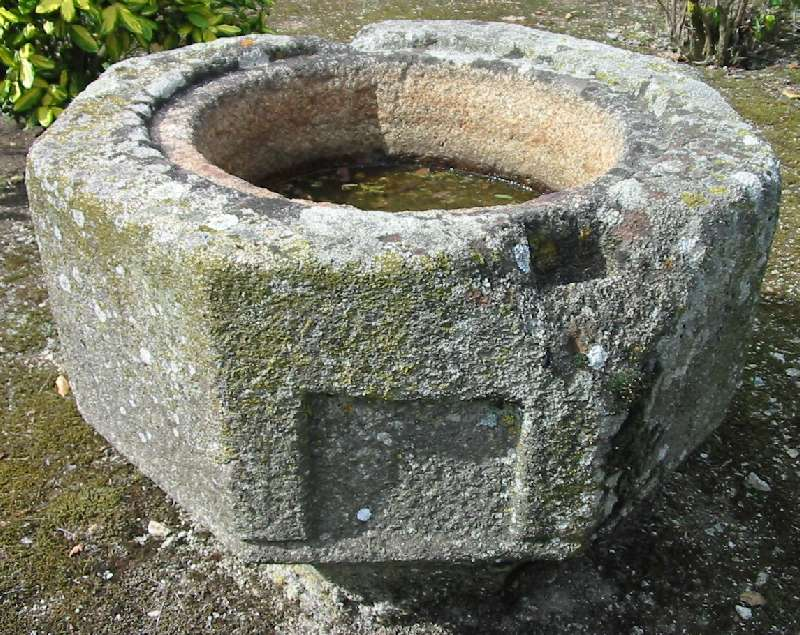
Le bénitier.
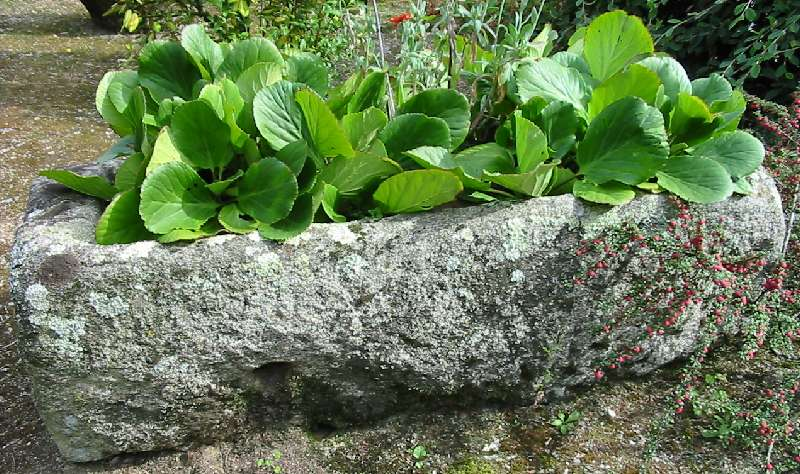
L'auge en granit.

### Lieux de détente et loisirs
(octobre 2023).

#### Le bois dela Choltière
Situé sur la commune de Paulx, il est la propriété des communes de Paulx et de Saint-Étienne-de-Mer-Morte. Juste à l'entrée du bois, à l'endroit du début du chemin carrossable qui y descend, on peut remarquer une pierre de granit qui servait de sabot à un grand portail à deux battants, maintenant disparu. Ce devait être un portail d'agrément car le bois n'est pas clos. Un peu plus à droite (à l'endroit où se situe maintenant une poubelle) se trouvait une petite maison forestière. Inoccupée puis saccagée, elle fut démolie dans les années 1980.
On peut faire une promenade agréable à l'ombre en suivant le ruisseau de La Grande Blanchetière. Avec un peu de patience, on verra sans doute un martin-pêcheur. Si l'on est un peu plus sportif, on pourra retourner par l'intérieur du bois au lieu de revenir sur ses pas. Il y a également plusieurs tables de pique-nique. Des espaces ont été aménagés pour pouvoir jouer aux boules ou aux palets.
Quelques informations pour les amateurs de forêts en automne :
- quelques néfliers accessibles le long de la partie haute du chemin de randonnée ;
- ce bois est assez pauvre en champignons comestibles. On peut trouver, cependant, des lépiotes en tout genre et quelques chanterelles.

À 500 mètres de là, à l'aide de petits ponts qui enjambent le ruisseau de La Grande Blanchetière et Le Falleron, il est possible de rejoindre à pied le site du moulin à eau.

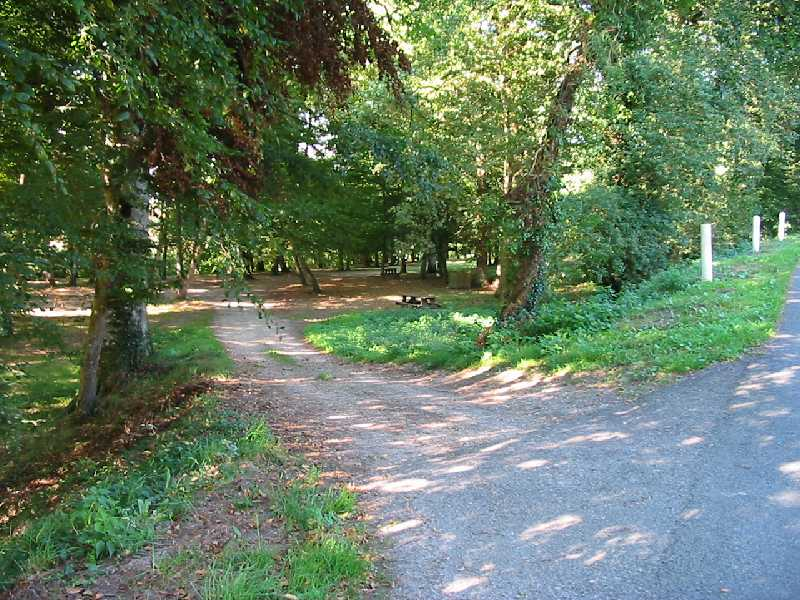
Entrée du bois de la Choltière.
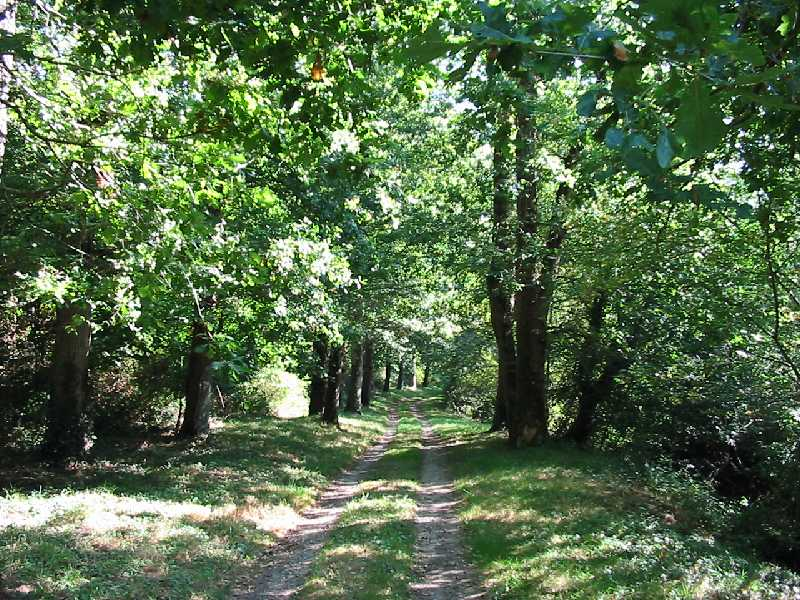
Chemin principal du bois de la Choltière.
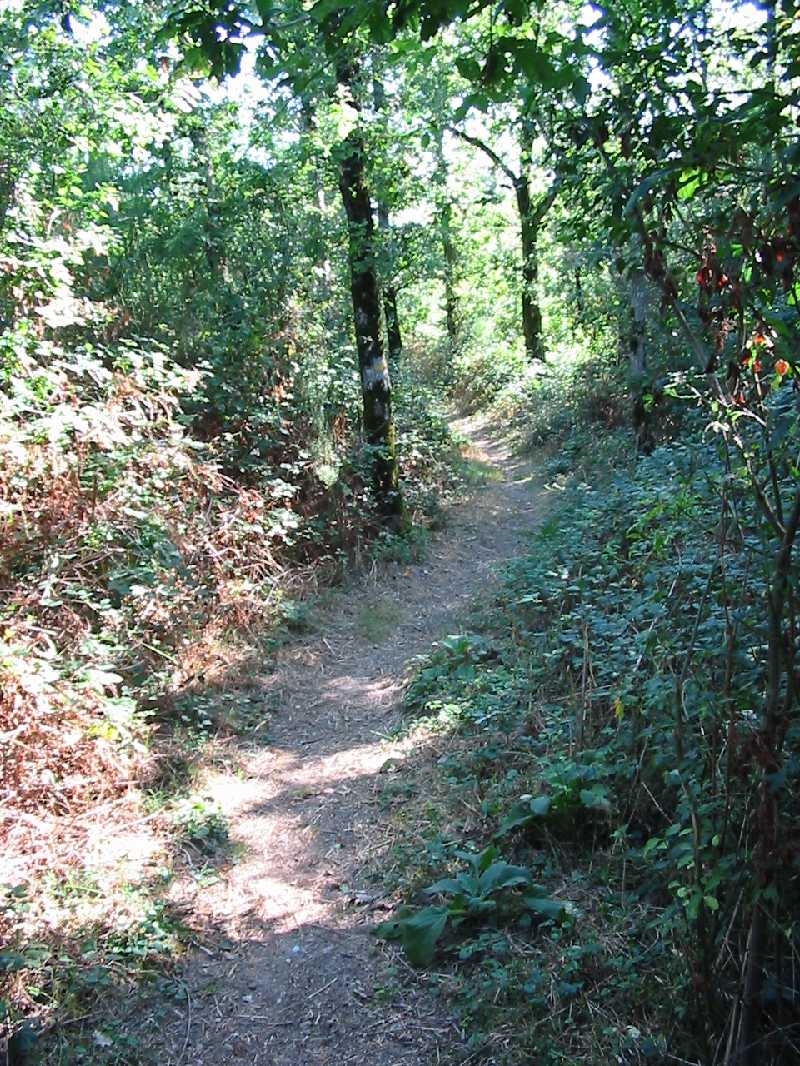
Petit chemin du bois de la Choltière.

#### L'étang et le moulin à eau rénové
C'est le Martin-pêcheur philibertin qui gère la pêche sur l'étang et Le Falleron (rivière de seconde catégorie) à Saint-Étienne-de-Mer-Morte. Cartes annuelles ou journalières sont en vente au café de l'Espérance. L'amont du moulin à eau et jusqu'au pont est accessible aux pêcheurs handicapés. Hélas, le poisson-chat y est roi ! Viennent ensuite le gardon et le rotengle, le carassin, la perche soleil puis la carpe. On trouve également de l'anguille et de la tanche. La perche, le brochet et le sandre sont également présents.
En aval du moulin et jusqu'au pont du Rivolet, on trouvera moins de poissons-chats, mais surtout des gardons, des rotengles, des vairons, des chevesnes et des carassins.

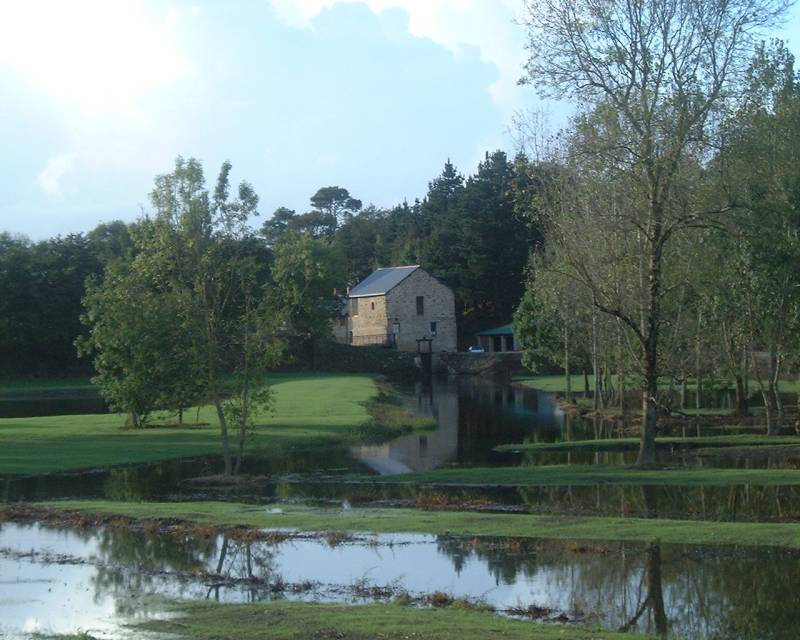
Vue du moulin à eau.
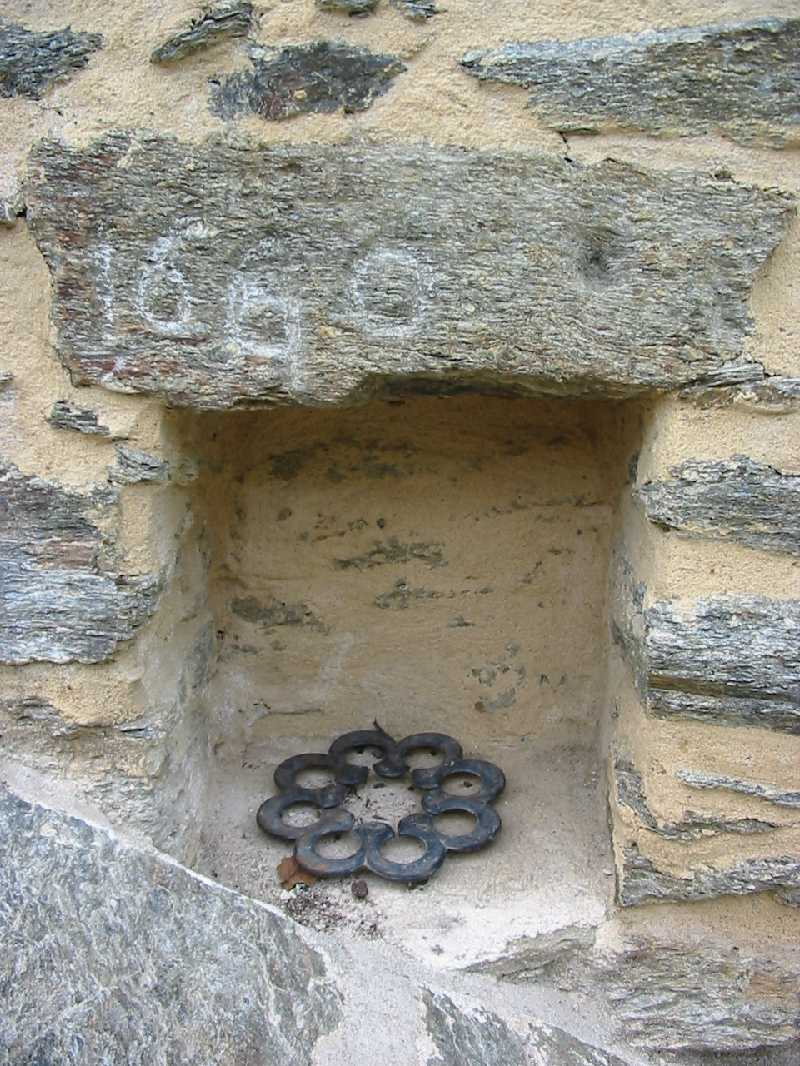
Pierre datée du moulin à eau.

#### Le chemin de randonnée autour de la commune
La commune entretient un chemin de randonnée fléché en bleu et jaune qui permet de passer par quelques endroits pittoresques des environs du bourg. On peut prendre le parking du moulin à eau ou le bois de la Choltière comme point de départ. Avec une carte IGN, on peut aussi se créer ses propres randonnées en suivant les « chemins jaunes » (en fait les chemins d'exploitations agricoles).

## Personnalités liées à la commune
- Jacques Gabriel Louis Le Clerc, marquis de Juigné, (1727-1807), « marquis de Montaigu », lieutenant général des armées du roi, ci-devant son ministre plénipotentiaire en Russie, gouverneur d'Arras, syndic général des Marches communes, député aux États généraux de 1789 (noblesse des Marches communes). Le marquis de Juigné fit hommage au roi le 9 août 1774 pour ses châtellenies de Vieillevigne, Saint-Étienne-de-Mer-Morte, Touvois et Grandlieu. Il émigra quand vint la Révolution française et sa terre de Vieillevigne fut vendue nationalement[31].
- Au XVe siècle, le château et l'église sont l'occasion de disputes entre Gilles de Rais et son frère René de la Suze, avec en point d'orgue l'attentat de 1440.

## Économie
La commune accueille de nombreux commerces et entreprises.

## Divers

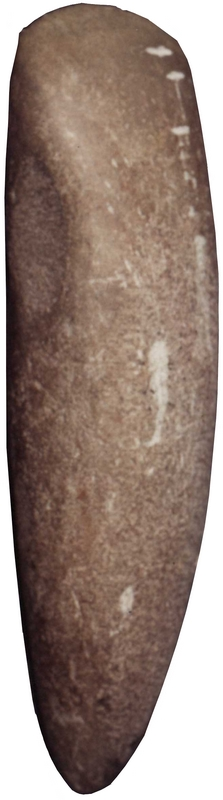
Hache en dolérite trouvée à Saint-Étienne-de-Mer-Morte.